# Ми полюємо на пломінь
«Ми полюємо на пломінь» (англ. We Hunt the Flame) — фентезійний романтичний роман для молоді 2019 року, написаний Гафсою Файзал. Це перша книга дилогії «Піски Аравії», за якою в січні 2021 року вийшла «Ми звільняємо зірки».

## Розвиток
Перед тим, як почати першу чернетку «Ми полюємо на пломінь» Гафса Файзал написала ще чотири рукописи. Вона знайшла свого літературного агента через конкурс книжок у Твіттері #DVPit, завершивши першу чернетку того, що згодом стане «Ми полюємо на пломінь», безпосередньо перед початком конкурсу. Ідея написати роман виникла у Фейзал у 17 років, коли вона вперше познайомилася з романами для молоді, оскільки була книжковим блогером. Гафса Файзал була натхненна «Голодними іграми» та «Володарем перснів» і поставила собі запитання: «А що, якби дії ігор проходили у фантастичному світі?» і використовуючи це як основу для своєї історії.
Файзал повідомляє, що в процесі написання вона почала малювати мапу і виявила, що карта точно представляє Аравію, і вирішила написати книгу в обстановці, яка була для неї більш звичною. Файзал розмістила історію у світі, що нагадує стародавню Аравію, уникаючи зв'язків із культурами Південної Азії, які, на її думку, часто неправомірно переплітаються з історіями про Близький Схід.

## Конспект
Натхненна стародавньою Аравією, «Ми полюємо на пломінь» розповідає історію Зафіри, легендарної мисливиці, яка перевдягається в людину, щоб відправитися в небезпечний ліс, щоб нагодувати свій народ. Історія також розповідає про Насіра, кронпринца, який працює найманим вбивцею і якого батько тримає на короткому повідку. Обох відправляють на місію з пошуку стародавнього артефакту, але поки Зафіра шукає його, щоб повернути магію своєму народові, Насіра батько відправляє забрати об'єкт і вбити легендарного мисливця, який приїхав за ним. Під час їхньої подорожі з'являється стародавнє зло, і артефакт, який вони шукають, може становити більшу загрозу, ніж вони уявляють.

## Відгуки
«Ми полюємо на пломінь» була опублікована Farrar, Straus & Giroux у травні 2019 року та дебютувала у списку бестселерів New York Times під № 5. Він дебютував зі схвальними відгуками, отримавши зірку від Booklist, School Library Journal і Бюлетеня Центру дитячої книги.
У лютому 2021 року повідомлялося, що STXtv розробляє телевізійну адаптацію роману з Фейзалом як виконавчим продюсером.

## Видання в Україні
Український переклад книги було опубкліковано 2024 року видаництвом «РМ». Переклад з англійської Марії Пухлій.